# ふくサテ!
『ふくサテ!』（英称：Fukuoka Satellite）は、TVQ九州放送（愛称:テレQ）で2017年4月3日から2023年3月31日まで放送されていたローカルニュース番組。2018年3月までは『ふくおかサテライト』と言う名称で放送されていた。本項では同番組についても記載する。

## 概要
これまでの『ルックアップふくおか』の放送枠を受け継ぎ、新しく福岡県を対象にした平日夕方のローカルニュース番組として再出発するもので、この番組では『ゆうがたサテライト』のローカルパートとして、特に「生活に関わりのあるニュース」を中心に取り上げて、「福岡の街できょう何があったのか」を伝える。
また、金曜版は『ふくおかサテライトFRIDAY』として、人気サービスや人気商品の舞台裏を探る特集コーナー「ウラガワSEARCH!」や週末に行われるイベント・人気スポットを紹介する生中継コーナー「ふくサテLIVE」を展開して、「福岡のいま」を伝える。
2019年4月よりタイトルを現行の『ふくサテ!』に変更し、月曜 - 木曜の放送時間を10分間から35分間に拡大、全曜日で放送時間が統一された。それに伴い、中継は全曜日で行われるようになり、「サテライト」時代のメインだった山本が気象担当に、アナウンサーの木戸をメインに抜擢というキャスターの変更も行われた。
2020年度は出演陣の変更はないが、前番組の『ゆうがたサテライト』が6分間のミニニュース番組となった（これによりTVQでは同番組がフルネット化された）ことに伴い、放送時間が15分繰り上げとなった。10月からは放送時間が1分繰り上がり、気象担当だった山本が卒業、元NHK宮崎放送局で同年に契約社員として入社した中嶋が中継及び気象担当になるという変更が行われた。
2021年度は、17時から『三国志 Three Kingdoms』（日本語吹替版）を放送するのに伴い、放送時間が36分前倒しかつ放送順序が『ゆうがたサテライト』の前に変更になった。

## 番組の終焉
2023年3月31日を以って番組は終了。その後はテレQの初代アナウンサーであり前週までKBCラジオ『PAO～N』の月曜パーソナリティーだった川上政行がメインキャスターを務める『川上政行 You刊ふくおか』(4月3日スタート）にバトンタッチした。

## 放送時間
2019年3月まで
- 月曜日 - 木曜日 17:15 - 17:25
- 金曜日 17:15 - 17:50

4月から2020年3月27日まで
- 月曜 - 金曜 17:15 - 17:50

3月30日から9月まで
- 月曜 - 金曜 17:00 - 17:35

10月から2021年3月26日まで
- 月曜 - 金曜 16:59 - 17:35

3月29日から2023年3月31日まで
- 月曜 - 金曜 16:24 - 16:54

なお、年末年始は『ゆうがたサテライト』が休止になるため、本番組も休止になる。また、祝日も本番組が休止となるため、本番組の代替として4分間（16:50 - 16:54（2019年度までは17:15 - 17:20、2020年度は17:00 - 17:05の5分間））の「テレQニュース」が放送される。

## 出演者
- 木戸優雅 - キャスター
- 中嶋空 - キャスター及び気象情報担当、かつては中継リポーター
- 結城亮二 - ユウスポ（スポーツコーナー）担当、かつては中継リポーター
- ちんねん - 中継リポーター

ちんねん以外はTVQアナウンサー。

### コメンテーター
- 月曜：堤和彦（日本経済新聞社編集部長）
- 水曜：曽山茂志（西日本新聞社久留米総局長〕
- 金曜：谷口誠（共同通信社福岡支社長）

### 過去の出演者
- 楠田瑠美 - お天気リポーター
- 山本圭介 - 気象情報担当（ふくおかサテライト時代はメインキャスター）
- 小野口奈々 - ふくサテ!中継リポーター
- 立花麻理 - キャスター

楠田以外はTVQアナウンサー。

## 疑惑を持たれた報道
2017年11月3日に実施された世界平和統一家庭連合の若年信者によるイベント『改憲2020実現福岡大会』を同日夕方の番組内でトップニュースとして扱い、背景について一切視聴者に知らせないまま「憲法　大学生などが“改憲”訴える」と報じた。国際勝共連合傘下のグループであるUNITEはこの件に対し感謝の意を表すツイートをしている。